# موقع أشجار مختلطة

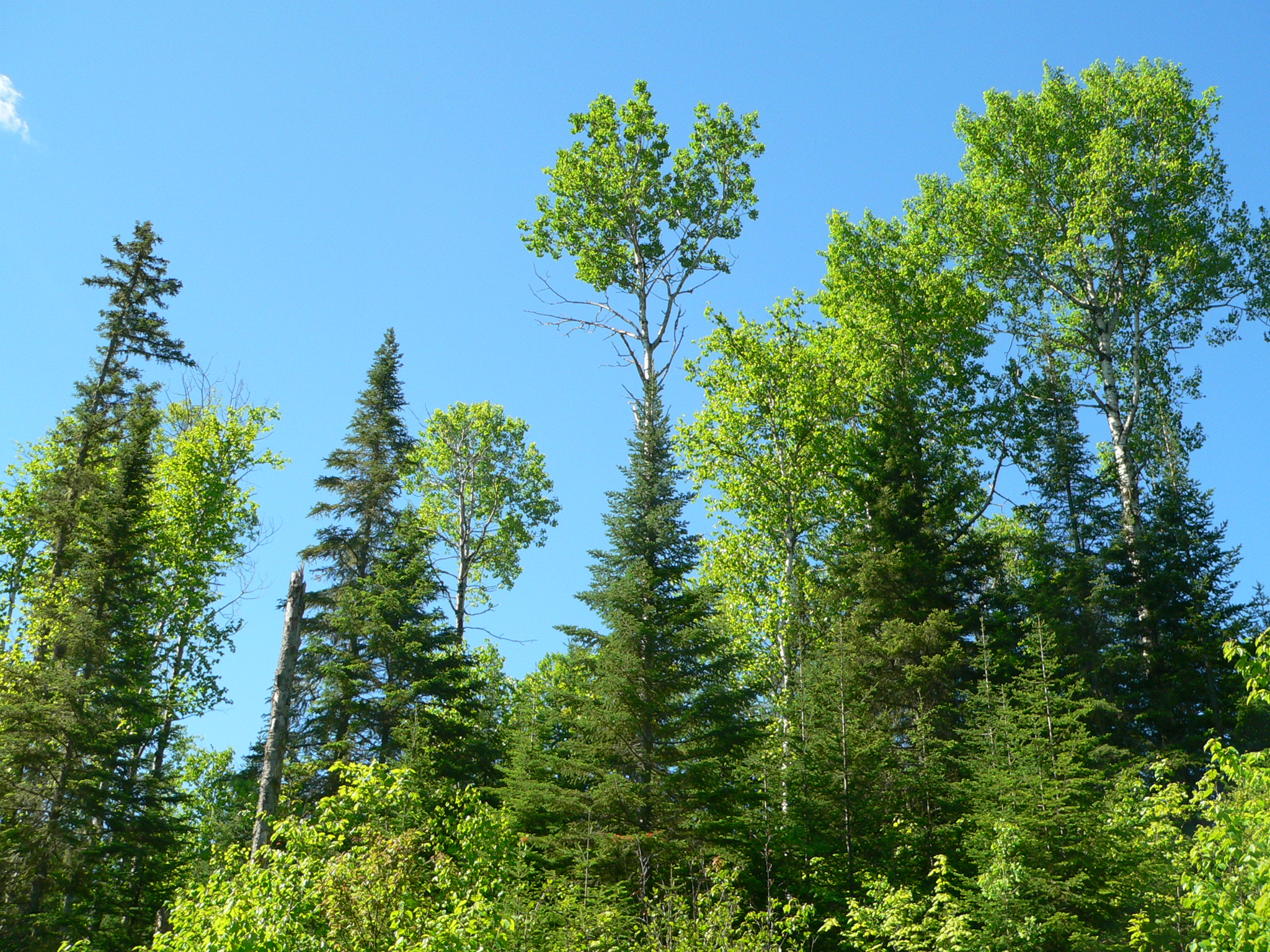
غابة مختلطة في كيبك، كندا، 2016

موقع الأشجار المختلطة هو نوع من الغابات حيث يتكون 26 ٪ إلى 75 ٪ من مظلة أشجار الخشب اللين.
إن عدم اليقين في تعريف أنواع الأشجار المختلطة ومداها وإمكانياتها تتطلب وضع بعض حدود التحضر على موضوع إدارة الأشجار المختلطة، وخاصة التوزيع والأنواع الفرعية المكونة، والفئات العمرية، والنمو المتقدم، والإنتاجية، وأعمار الدوران. تعتبر دودة شجرة التنوب من العوامل البيئية الرئيسية في إدارة الأشجار المختلطة.